# Amar sin límites
 (срп. Волети без граница) мексичка је теленовела, продукцијске куће Телевиса, снимана током 2006. и 2007.

## Синопсис
Дијего Моран је продавац у ексклузивном бутику мушке одеће, али по занимању је кројач. Живи са Валеријом, али није још сигуран какву ће њих двоје будућност имати. Једнога дана Валерија га напушта и односи све вредне предмете, као и његову уштеђевину за плаћање станарине и куповину аутомобила. Након што га избаце из стана, упропашћен и разочаран, Дијего се привремено враћа у кућу својих родитеља који га не примају онолико добро колико је он то очекивао.
Дијего тражи подршку од своје породице, посебно од деде, са којим је веома близак. Његови пријатељи Исела и Пако такође му помажу да преболи љубавне јаде. Убрзо након повратка у родитељску кућу, Дијего упознаје Азул Тоскано и заљубљује се у њу. Она је верена за Маурисија Дуартеа, успешног предузетника чији послови нису у потпуности легални. Дијего и Азул привуку једно друго, али због околности настављају даље сваки својим путем и мисле да се никада више неће видети.
Дијего се спријатељи са Силваном Ломбардо, женом која је пре две године изгубила своје дете. Она је уверена да је Маурисио одговоран за ту трагедију и нико је не може у томе разуверити. Силвана не може да пронађе утеху за своју бол и одлучује да убије Маурисија. Дијего сазнаје за њене намере и у жељи да је спаси од почињења злочина, спашава живот Маурисију. Након тога Маурисио жели да Дијего ради за њега јер сматра да му он доноси срећу. Навикнут да добије све што пожели, не престаје да инсистира све док Дијего не пристане. Тек након што прихвати посао и први пут уђе у Маурисиову кућу, Дијего открива да је Азул, жена коју је волео више него иједну другу, супруга човека који му је управо постао шеф и од кога финансијски зависи. У почетку Дијегу Маурисиови послови нису сумњиви, иако му није драго што ради за човека који му је отео жену коју воли. Прихвата да ју је изгубио јер је у Маурисију пронашла врлине и предности које он не може да јој понуди
Временом Дијего почиње да схвата стварну природу Маурисиових послова и илегалне сарадње са утицајним групама. Али Дијего ће сазнање да је Азул удата за човека без скрупула, способног за безграничну окрутност и неморалност, скупо платити. Након што одлучи да  пријави криминалне радње којима је сведочио, схвата да неће успети да извуче живу главу. Уз то, Дијего се не усуђује да остави Азул у опасности које она још није ни свесна. Азул не зна какав је Маурисио заправо, а у опасности је и њен отац Алфредо Тоскано, познати научник кога је Маурисио покушавао да запосли и пре него што је упознао Азул. На крају је управо Азул оца уверила да прихвати посао. Маурисију су потребна Алфредова познанства у научном свету како би реализовао један од својих најамбициознијих и најнепоштенијих послова.
Дијего је у дилеми треба ли се препустити стварности у којој се нашао или се борити за спас жене коју воли из пакла у којем се обоје налазе…

## Ликови
- Азул Тоскано (Кариме Лозано) - Лепа, интелигентна, осећајна, зрела и одговорна, али помало манипулативна. Важно јој је да се њено мишљење узима у обзир, а према другима је великодушна. У љубавним је односима компликована. Воли лагодан живот, али не по цену туђе патње. Предана је и одважна, способна све да стави на коцку у име љубави.
- Дијего Моран (Валентино Ланус) – Симпатичан, снажан, интелигентан и креативан. Морао је да научи да скрива своја осећања и да се претвара како би се заштитио од корумпираности. Храбар и спреман да ризикује, у стању је до смрти бранити своју љубав. Он је човек чврстих принципа који увек одржи своју реч.
- Клеменсија Уерта Моран (Марија Сорте) - Топла особа, неуморна радница, одговорна и несебична мајка и супруга. Поштује приватност своје двоје деце, али увек је спремна да им помогне. Великодушна је према онима који имају мање од ње и бори се за њихова права, а најважнији јој је мир њене породице.
- Мануел Моран (Марко Муњоз) - Неразуман, агресиван и немаран. Испуњен је горчином и замеркама. Сина сматра супарником, а своје незнање прикрива потпуном непопустљивошћу. Мрзи сиромаштво у којем живи и покушава да извуче корист из свега, чак и из везе своје кћерке са ожењеним мушкарцем.
- Маурисио Дуарте (Рене Стриклер) - Шармантан човек који прикрива своју злу ћуд. Маурисио је злобан, амбициозан и саможив. Користи моћ коју му пружају новац и познанства за спровођење своје воље у свему. Не устручава се да искористи и затим одбаци људе након што му више нису од користи.
- Леонарда Галван (Алма Муријел) - Умишљена и доминантна жена. Образована је и са презиром гледа на све које сматра мање вредним од себе. Посесивна је и љубоморна, а због своје оданости способна је да учини било какву грозоту. У стању је да попут психопата убије некога и после тога мирна оде на мису.
- Силвана Ломбардо (Моника Санчез) - Атрактивна, узвишена и повучена, понекад дезоријентисана због психичких сметњи које су проузроковане смрћу њеног детета. Опседнута осветом, постала је одважна и одлучна. У потпуности се предаје ономе ко јој пружи саосећање јер осећа апсолутну потребу за љубављу.
- Емилија (Лурдес Мунхија) - Психијатар и терапеуткиња старог кова, лепа и интелигентна жена, увек спремна да помогне. Врло сигурна у свом послу, али несигурна у приватним односима и осећањима. Није имала среће у везама, а највећа јој је амбиција да пронађе истинску љубав.
- Исела (Исаура Еспиноза) - Иако више није млада, Исела је сензуална, изазовна, забавна и егзотична. Живи интензивним сексуалним животом и не скрива то, али упркос лакомисленом стилу живота, увек мисли на друге. Нежна је, осећајна и праведна, а младићима из краја пружа мајчинске савете.
- Алфредо Тоскано (Ото Сирго) - Симпатичан, растресен, претерано поверљив и заљубљен у науку. Алфредо сања о открићу нечега што ће побољшати живот читавом човечанству. Није срдачан према својој породици, али труди се да биде отац пун разумевања. Иако је тврдоглав, готово увек на крају попушта, иако понекад прекасно.
- Аурелио Уерта (Хосе Карлос Руиз) - Добар, озбиљан и радан човек. Јако воли своју кћерку Клеменсију и помаже јој у свему. Иако није богат, препун је врлина. Поштен је, снажан и одговоран, а године су му донеле мудрост коју користи за саветовање својих најдражих.

## Улоге
| Глумац:           | Улога:                 |
| ----------------- | ---------------------- |
| Кариме Лозано     | Азул Тоскано Асусена   |
| Валентино Ланус   | Дијего Моран           |
| Рене Стриклер     | Маурисио Дуарте        |
| Моника Санчез     | Силвана Ломбардо       |
| Сабине Моусијер   | Ева Санторо            |
| Марија Сорте      | Клеменсија Уерта Моран |
| Ото Сирго         | Алфредо Тоскано        |
| Алма Муријел      | Леонарда Галван        |
| Хосе Карлос Руиз  | Дон Аурелио Уерта      |
| Исаура Еспиноза   | Исела                  |
| Сокоро Бониља     | Глорија Провенсано     |
| Лурдес Мунхија    | Емилија                |
| Дијана Голден     | Инес Менсур            |
| Хуан Карлос Серан | Анибал Менедез         |
| Марко Муњоз       | Мануел Моран           |
| Луис Бајардо      | Дон Хесус Ћућо Ривера  |
| Кармен Бесера     | Лидија Моран           |
| Мануела Имаз      | Сесилија Галиндо       |
| Хулио Камехо      | Пако                   |
| Хорхе де Силва    | Арналдо Тоскано        |
| Агустин Арана     | Луис Фелипа Пења       |
| Едуардо Лињан     | Роман Перез Кастелер   |
| Луис Хавијер      | Хулио Корзо            |
| Алехандро Авила   | Марио Лопез            |
| Арсенио Кампос    | Леонардо Бургај        |
| Хаиме Лозано      | Ефраин Гарсија         |
| Алехандро Руиз    | Густаво Таво Лара      |
| Лисардо Пјеро     | Ескобар                |
| Марсело Кордоба   | Андрес Галван          |
| Естреља Луго      | Лусија                 |
| Оскар Ферети      | Гаспар Гарсија         |
| Рафаел дел Виљар  | Иван                   |
| Маријана Бејер    | Кати Дуарте            |
| Мира Саведра      | Магда де Пења          |
| Лупита Лара       | Мајка Марија           |
| Алехандро Кореа   | Фрихолито              |
| Ернесто Фахас     | Флавио                 |
| Патси             | Лилијана де Дуарте     |
| Адријано Зендехас | Дијегито Моран Тоскано |
| Рикардо Вера      | доктор Линарес         |